# Équipe de Slovaquie de football en 2010
Cet article traite de l'année 2010 de l'équipe de Slovaquie de football.
L'équipe de Slovaquie de football participe lors de cette année à sa première phase finale de Coupe du monde de football en Afrique du Sud. Elle participera également aux éliminatoires de l'Euro 2012. L'équipe de Slovaquie est entraînée par Vladimír Weiss. 

## Les matchs
| Match amical                                          | Slovaquie | 0-1     | Norvège | Štadión pod Dubňom Žilina, Slovaquie                             |                                                                  |
| 3 mars 2010 · 17:00 UTC+2 · Historique des rencontres | | (0-0)   | 67e Moldskred | Spectateurs : 9 756 Arbitrage : Nijhuis Ass. : Boonman, Zeinstra | Spectateurs : 9 756 Arbitrage : Nijhuis Ass. : Boonman, Zeinstra |
| 3 mars 2010 · 17:00 UTC+2 · Historique des rencontres | (sk) Rapport |         | | Spectateurs : 9 756 Arbitrage : Nijhuis Ass. : Boonman, Zeinstra | Spectateurs : 9 756 Arbitrage : Nijhuis Ass. : Boonman, Zeinstra |
| 3 mars 2010 · 17:00 UTC+2 · Historique des rencontres | Mucha - Pekarík (84. Petráš), Štrba (74. Kopúnek), Ďurica, Zabavník - Karhan - Jendrišek, Sapara (71. Stoch), Hamšík (84. Kozák), Weiss (77. Švento) - Vittek (61. Hološko) | Équipes | Knudsen - Høgli, Wæhler, Hangeland (74. Demidov), John Arne Riise - Hauger - Moldskred (85. Ruud), Bjørn Helge Riise (62. Skjelbred), Grindheim (90.+ Tettey), Pedersen - Braaten (62. Huseklepp) | Spectateurs : 9 756 Arbitrage : Nijhuis Ass. : Boonman, Zeinstra | Spectateurs : 9 756 Arbitrage : Nijhuis Ass. : Boonman, Zeinstra |

| Match amical                                          | Cameroun | 1-1     | Slovaquie | Hypo Group Arena Klagenfurt, Autriche                             |                                                                   |
| 29 mai 2010 · 14:00 UTC+2 · Historique des rencontres | Eyong 83e | (0-1)   | 6e Kopúnek | Spectateurs : 10 000 Arbitrage : Lechner Ass. : Hoxha, Weinberger | Spectateurs : 10 000 Arbitrage : Lechner Ass. : Hoxha, Weinberger |
| 29 mai 2010 · 14:00 UTC+2 · Historique des rencontres | (sk) Rapport |         | | Spectateurs : 10 000 Arbitrage : Lechner Ass. : Hoxha, Weinberger | Spectateurs : 10 000 Arbitrage : Lechner Ass. : Hoxha, Weinberger |
| 29 mai 2010 · 14:00 UTC+2 · Historique des rencontres | Souleymanou - Chedjou (67. Geremi), Nkoulou, Bassong, Assou-Ekotto - Aboubacar (67. Ndjeng), Song, Eyong - Makoun (46. Mandjeck, Emana (73. Kouemaha) - Webo | Équipes | Kuciak (85. Perniš) - Pekarík (88. Jakubko), Škrtel, Ďurica, Čech - Kopúnek - Kozák (46. Švento), Kucka (77. Zabavník) - Stoch (46. Weiss), Hamšík - Jendrišek (46. Šesták) | Spectateurs : 10 000 Arbitrage : Lechner Ass. : Hoxha, Weinberger | Spectateurs : 10 000 Arbitrage : Lechner Ass. : Hoxha, Weinberger |

| Match amical                                          | Slovaquie | 3-0     | Costa Rica | Štadión Pasienky Bratislava, Slovaquie                    |                                                           |
| 5 juin 2010 · 17:00 UTC+2 · Historique des rencontres | Weiss 16e · Vittek 47e · Šesták (s.p.) 87e | (1-0)   | | Spectateurs : 10 074 Arbitrage : Firat Ass. : Bülent, Cem | Spectateurs : 10 074 Arbitrage : Firat Ass. : Bülent, Cem |
| 5 juin 2010 · 17:00 UTC+2 · Historique des rencontres | (sk) Rapport |         | | Spectateurs : 10 074 Arbitrage : Firat Ass. : Bülent, Cem | Spectateurs : 10 074 Arbitrage : Firat Ass. : Bülent, Cem |
| 5 juin 2010 · 17:00 UTC+2 · Historique des rencontres | Mucha - Zabavník, Škrtel (16. Saláta), Ďurica, Čech (46. Pekarík) - Štrba (46. Kopúnek) - Weiss, Hamšík (46. Sapara), Stoch (77. Jendrišek) - Šesták, Vittek (67. Hološko) | Équipes | Navas - Myrie (80. González), Sequeira, Segares, Díaz - Guzman, Barrantes (69. Estrada) - Ureňa (52. Gamboa), Hernández (80. Mena), Madrigal (69. Paniagua) - Parks | Spectateurs : 10 074 Arbitrage : Firat Ass. : Bülent, Cem | Spectateurs : 10 074 Arbitrage : Firat Ass. : Bülent, Cem |

| Coupe du monde 2010                                    | Nouvelle-Zélande | 1–1     | Slovaquie | Royal Bafokeng Stadium Rustenburg, Afrique du Sud                       |                                                                         |
| 15 juin 2010 · 13:30 UTC+2 · Historique des rencontres | Winston Reid 90+3e | (0–0)   | 50e Róbert Vittek | Spectateurs : 23 871 Arbitrage : Jerome Damon Ass. : Ntagungira, Molefe | Spectateurs : 23 871 Arbitrage : Jerome Damon Ass. : Ntagungira, Molefe |
| 15 juin 2010 · 13:30 UTC+2 · Historique des rencontres | Rapport |         | | Spectateurs : 23 871 Arbitrage : Jerome Damon Ass. : Ntagungira, Molefe | Spectateurs : 23 871 Arbitrage : Jerome Damon Ass. : Ntagungira, Molefe |
| 15 juin 2010 · 13:30 UTC+2 · Historique des rencontres | Paston - Lochhead, Reid, Vicelich (78. Christie), Nelsen (C) - Elliott, Smeltz, Killen (72. Wood), Bertos - Fallon, Smith | Équipes | Mucha - Škrtel, Čech, Zabavník, Ďurica - Štrba, Weiss (91. Kucka), Hamšík (C) - Šesták (81. Hološko), Vittek (84. Stoch), Jendrišek | Spectateurs : 23 871 Arbitrage : Jerome Damon Ass. : Ntagungira, Molefe | Spectateurs : 23 871 Arbitrage : Jerome Damon Ass. : Ntagungira, Molefe |

| Coupe du monde 2010                                    | Slovaquie | 0-2     | Paraguay | Free State Stadium Bloemfontein, Afrique du Sud                          |                                                                          |
| 20 juin 2010 · 13:30 UTC+2 · Historique des rencontres | | (0-1)   | 27e Vera · 86e Riveros | Spectateurs : 26 643 Arbitrage : Eddy Maillet Ass. : Menkouande, Hassani | Spectateurs : 26 643 Arbitrage : Eddy Maillet Ass. : Menkouande, Hassani |
| 20 juin 2010 · 13:30 UTC+2 · Historique des rencontres | Rapport |         | | Spectateurs : 26 643 Arbitrage : Eddy Maillet Ass. : Menkouande, Hassani | Spectateurs : 26 643 Arbitrage : Eddy Maillet Ass. : Menkouande, Hassani |
| 20 juin 2010 · 13:30 UTC+2 · Historique des rencontres | Mucha - Pekarík, Škrtel, Ďurica, Saláta (83. Stoch) - Štrba, Weiss, Kozák, Hamšík (C) - Šesták (70. Hološko), Vittek, Jendrišek | Équipes | Villar (C) - Morel, Bonet, Da Silva, Alcaraz - Vera (88. Barreto),Cáceres, Riveros - Santa Cruz, Valdez (68. Torres), Barrios (82. Cardozo) | Spectateurs : 26 643 Arbitrage : Eddy Maillet Ass. : Menkouande, Hassani | Spectateurs : 26 643 Arbitrage : Eddy Maillet Ass. : Menkouande, Hassani |

| Coupe du monde 2010                                    | Slovaquie | 3-2     | Italie | Ellis Park Stadium Johannesburg, Afrique du Sud                     |                                                                     |
| 24 juin 2010 · 16:00 UTC+2 · Historique des rencontres | Vittek 25e · Vittek 73e · Kopúnek 89e                                                                                                | (1-0)   | 81e Di Natale · 92e Quagliarella | Spectateurs : 53 412 Arbitrage : Howard Webb Ass. : Cann, Mullarkey | Spectateurs : 53 412 Arbitrage : Howard Webb Ass. : Cann, Mullarkey |
| 24 juin 2010 · 16:00 UTC+2 · Historique des rencontres | Rapport |         | | Spectateurs : 53 412 Arbitrage : Howard Webb Ass. : Cann, Mullarkey | Spectateurs : 53 412 Arbitrage : Howard Webb Ass. : Cann, Mullarkey |
| 24 juin 2010 · 16:00 UTC+2 · Historique des rencontres | Mucha - Pekarík, Škrtel, Zabavník, Ďurica - Štrba (87. Kopúnek) , Stoch, Hamšík (C), Kucka - Vittek (92. Šesták), Jendrišek (Petráš) | Équipes | Marchetti - Criscito (46. Maggio), Chiellini, Cannavaro (C), Zambrotta - De Rossi, Pepe, Gattuso (46. Quagliarella), Montolivo (56. Pirlo - Iaquinta, Di Natale) | Spectateurs : 53 412 Arbitrage : Howard Webb Ass. : Cann, Mullarkey | Spectateurs : 53 412 Arbitrage : Howard Webb Ass. : Cann, Mullarkey |

| Coupe du monde 2010                                    | Pays-Bas                               | 2-1   | Slovaquie                  | Moses Mabhida Stadium Durban, Afrique du Sud                            |                                                                         |
| 28 juin 2010 · 16:00 UTC+2 · Historique des rencontres | Arjen Robben 18e · Wesley Sneijder 84e | (1-0) | 90+4e (pen.) Róbert Vittek | Spectateurs : 61 962 Arbitrage : Alberto Undiano Ass. : Ibánez, Jiménez | Spectateurs : 61 962 Arbitrage : Alberto Undiano Ass. : Ibánez, Jiménez |
| 28 juin 2010 · 16:00 UTC+2 · Historique des rencontres | Rapport                                |       |                            | Spectateurs : 61 962 Arbitrage : Alberto Undiano Ass. : Ibánez, Jiménez | Spectateurs : 61 962 Arbitrage : Alberto Undiano Ass. : Ibánez, Jiménez |

| Qualifications pour l'Euro 2012                            | Slovaquie | -   | Macédoine du Nord | Štadión Pasienky Bratislava, Slovaquie |             |
| 3 septembre 2010 · 20:30 UTC+2 · Historique des rencontres |           | (-) |                   | Arbitrage :                            | Arbitrage : |

| Qualifications pour l'Euro 2012              | Russie | -   | Slovaquie |             |             |
| 7 septembre 2010 · Historique des rencontres |        | (-) |           | Arbitrage : | Arbitrage : |

| Qualifications pour l'Euro 2012            | Arménie | -   | Slovaquie |             |             |
| 8 octobre 2010 · Historique des rencontres |         | (-) |           | Arbitrage : | Arbitrage : |

| Qualifications pour l'Euro 2012             | Slovaquie | -   | République d'Irlande |             |             |
| 12 octobre 2010 · Historique des rencontres |           | (-) |                      | Arbitrage : | Arbitrage : |

## Les joueurs
| Joueurs                                  |    |    |    |    |  |  |  |  |  |  |
| Gardiens de but                          |    |    |    |    |  |  |  |  |  |  |
| Ján Mucha (Legia Varsovie, puis Everton) | 90 |    | 90 | 90 |  |  |  |  |  |  |
| Dušan Kuciak (FC Vaslui)                 |    | 85 |    |    |  |  |  |  |  |  |
| Dušan Perniš (Dundee United)             |    | 5  |    |    |  |  |  |  |  |  |
| Défenseurs                               |    |    |    |    |  |  |  |  |  |  |
| Marek Čech (West Bromwich Albion FC)     |    | 90 | 45 | 90 |  |  |  |  |  |  |
| Ján Ďurica (Hanovre 96)                  | 90 | 90 | 90 | 90 |  |  |  |  |  |  |
| Peter Pekarík (VfL Wolfsbourg)           | 84 | 88 | 45 |    |  |  |  |  |  |  |
| Martin Petráš (AC Césène)                | 6  |    |    |    |  |  |  |  |  |  |
| Kornel Saláta (ŠK Slovan Bratislava)     |    |    | 74 |    |  |  |  |  |  |  |
| Martin Škrtel (Liverpool FC)             |    | 90 | 16 | 90 |  |  |  |  |  |  |
| Radoslav Zabavník (1. FSV Mayence 05)    | 90 | 13 | 90 | 90 |  |  |  |  |  |  |
| Milieux                                  |    |    |    |    |  |  |  |  |  |  |
| Marek Hamšík (Naples)                    | 84 | 90 | 45 | 90 |  |  |  |  |  |  |
| Miroslav Karhan (1. FSV Mayence 05)      | 90 |    |    |    |  |  |  |  |  |  |
| Ján Kozák (FC Timişoara)                 | 6  | 45 |    |    |  |  |  |  |  |  |
| Kamil Kopúnek (FC Spartak Trnava)        | 16 | 90 | 45 |    |  |  |  |  |  |  |
| Juraj Kucka (AC Sparta Prague)           |    | 77 |    | 3  |  |  |  |  |  |  |
| Marek Sapara (Ankaragücü)                | 71 |    | 45 |    |  |  |  |  |  |  |
| Miroslav Stoch (FC Twente)               | 19 | 45 | 77 | 6  |  |  |  |  |  |  |
| Zdeno Štrba (Skoda Xanthi)               | 74 |    | 45 | 90 |  |  |  |  |  |  |
| Dušan Švento (Red Bull Salzbourg)        | 13 | 45 |    |    |  |  |  |  |  |  |
| Vladimír Weiss (Bolton)                  | 77 | 45 | 90 | 90 |  |  |  |  |  |  |
| Attaquants                               |    |    |    |    |  |  |  |  |  |  |
| Filip Hološko (Beşiktaş JK)              | 29 |    | 33 | 19 |  |  |  |  |  |  |
| Martin Jakubko (Saturn Ramenskoïe)       |    | 2  |    |    |  |  |  |  |  |  |
| Erik Jendrišek (FC Kaiserslautern)       | 90 | 45 | 23 | 90 |  |  |  |  |  |  |
| Stanislav Šesták (VfL Bochum)            |    | 45 | 90 | 81 |  |  |  |  |  |  |
| Róbert Vittek (Ankaragücü)               | 61 |    | 67 | 84 |  |  |  |  |  |  |